# Hydrophorus extrarius
Hydrophorus extrarius är en tvåvingeart som beskrevs av Aldrich 1911. Hydrophorus extrarius ingår i släktet Hydrophorus och familjen styltflugor. Inga underarter finns listade i Catalogue of Life.